# Semlac
Semlac là một xã thuộc hạt Arad, România. Dân số thời điểm năm 2002 là 3790 người.